# Дёринг, Теодор
Теодор Дёринг (имя при рождении — Иоганн Фридрих Вильгельм Теодор Геринг, нем. Theodor Döring; 9 января 1803, Варшава — 17 августа 1878, Берлин) — немецкий актёр.

## Биография

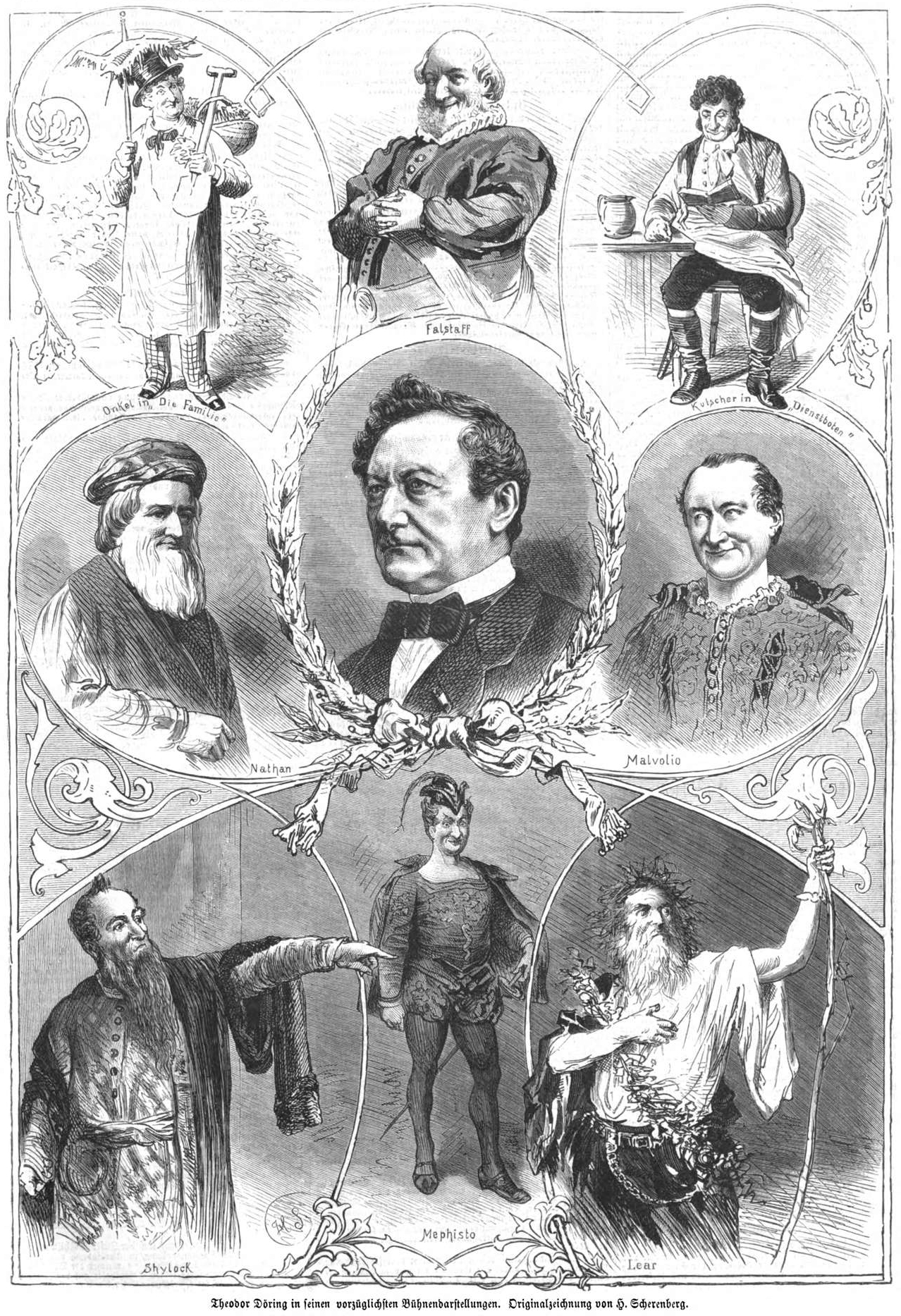

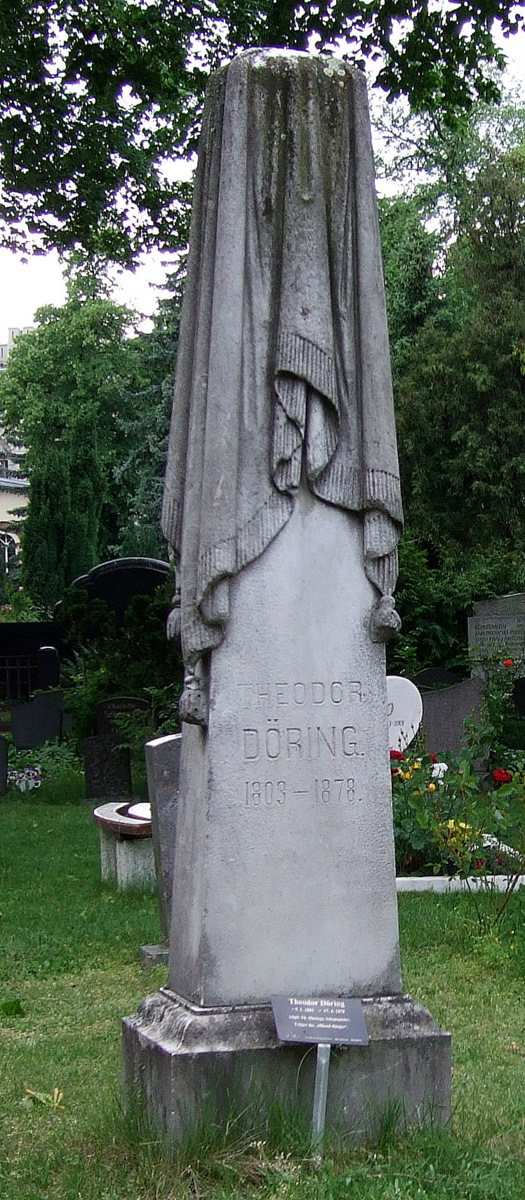
Могила Т. Дёринга в Берлине

Сын прусского чиновника. Дебютировал на сцене любительского театра в 1825 году.
С 1836 года выступал в театрах Гамбурга. С 1838 года играл в Штутгарте в ролях, которые ранее исполнял Карл Зейдельман. В 1843 году переехал в Ганновер, где заключил пожизненный контракт на выступление в придворном театре. Однако с 1845 года, пересмотрев контракт, снова был назначен в качестве преемника Карла Зейдельмана — на берлинской придворной сцене.
Амплуа — комические и характерные роли. Дёринг был порывистый, подвластный настроению и импульсу актёр. Он тяготел к стилю игры Людвига Девриента, крупнейшего представителя романтизма в театре Германии, и не скрывал этого. Он переизгал весь его репертуар, отмечая те же места в пьесах, которые в своё время выделял Девриент.
Наибольший успех имел в шекспировском репертуаре: Ричард III; король Лир, Шейлок («Венецианский купец»), Полоний («Гамлет»), Яго («Отелло»), а также Гарпагон («Скупой» Мольера), Натан («Натан Мудрый» Лессинга), Франц Моор («Разбойники» Фридриха Шиллера), Карлос («Клавиго» И. В. фон Гёте) и, особенно, Мефистофель («Фауст» И. В. фон Гёте).
С 1872 года до своей смерти в 1878 году владел кольцом Иффланда, как лучший немецкоговорящий актёр.

## Память
- В честь Т. Дёринга названы улицы в районе Фридрихсхайн (Берлин) и в Штутгарте.